# Las Flores (Kalifornia)
Las Flores – jednostka osadnicza w Stanach Zjednoczonych, w stanie Kalifornia, w hrabstwie Tehama.